# العلاقات البوتانية الموريتانية
العلاقات البوتانية الموريتانية هي العلاقات الثنائية التي تجمع بين بوتان وموريتانيا.

## مقارنة بين البلدين
هذه مقارنة عامة ومرجعية للدولتين:
| وجه المقارنة                                              | بوتان          | موريتانيا                 |
| --------------------------------------------------------- | -------------- | ------------------------- |
| المساحة (كم2)                                             | 38.39 ألف      | 1.03 مليون                |
| عدد السكان (نسمة)                                         | 807.61 ألف     | 4.42 مليون                |
| الكثافة السكانية (ن./كم²)                                 | 21.04          | 4.29                      |
| العاصمة                                                   | تيمفو          | نواكشوط                   |
| اللغة الرسمية                                             | لغة دزونكا     | اللغة العربية، لغة فرنسية |
| العملة                                                    | نغولترم بوتاني | أوقية موريتانية، أوقية ‏   |
| الناتج المحلي الإجمالي (بليون دولار)                      | 2.51 مليار     | 5.02 مليار                |
| الناتج المحلي الإجمالي (تعادل القوة الشرائية) بليون دولار | 6.49 مليار     |                           |
| الناتج المحلي الإجمالي الاسمي للفرد دولار أمريكي          | 2.66 ألف       |                           |
| الناتج المحلي الإجمالي للفرد دولار أمريكي                 | 7.82 ألف       | 3.91 ألف                  |
| مؤشر التنمية البشرية                                      | 0.605          | 0.506                     |
| رمز المكالمات الدولي                                      | +975           | +222                      |
| رمز الإنترنت                                              | .bt            | .mr                       |
| المنطقة الزمنية                                           | ت ع م+06:00    | 00                        |

## منظمات دولية مشتركة
يشترك البلدان في عضوية مجموعة من المنظمات الدولية، منها:
| علم المنظمة | اسم المنظمة                        | تاريخ انضمام بوتان | تاريخ انضمام موريتانيا |
| ----------- | ---------------------------------- | ------------------ | ---------------------- |
|             | وكالة ضمان الاستثمار متعدد الأطراف | 21 أكتوبر 2014     | 8 سبتمبر 1992          |
|             | منظمة الشرطة الجنائية الدولية      | ?                  | ?                      |
|             | منظمة حظر الأسلحة الكيميائية       | ?                  | ?                      |
|             | الأمم المتحدة                      | 21 سبتمبر 1971     | 27 أكتوبر 1961         |
|             | مؤسسة التمويل الدولية              | 1 ديسمبر 2003      | 29 ديسمبر 1967         |
|             | يونسكو                             | 13 أبريل 1982      | 10 يناير 1962          |
|             | مؤسسة التنمية الدولية              | 28 سبتمبر 1981     | 10 سبتمبر 1963         |
|             | البنك الدولي للإنشاء والتعمير      | 28 سبتمبر 1981     | 10 سبتمبر 1963         |
|             | الاتحاد البريدي العالمي            | ?                  | ?                      |
|             | الاتحاد الدولي للاتصالات           | 15 سبتمبر 1988     | 18 أبريل 1962          |

## وصلات خارجية
- موقع وزارة الخارجية البوتانية